# Las Vegas Sands
Las Vegas Sands — корпорация, (NYSE: LVS) владеющая казино в Лас-Вегасе. Это крупнейшее в мире казино с капитализацией $9.72 миллиарда, данные на август 2009. В 2007 это было $43.7 миллиарда, что сделало владельца, Шелдона Адельсона, одним из богатейших людей мира по версии журнала Форбс.

## История
Основанная в 1988, компания была владельцем и оператором Sands Hotel, который был разобран в 1996 для сооружения The Venetian, открытого в 1999.
В феврале 2008 компания анонсировала закупку двух воздушных судов L-1011 для перевозки игроков из Азии в свои владения в Лас-Вегасе. Самолёты были оборудованы столами для baccarat, что позволяло играть в интернациональных водах по кредитной линии . В соответствии с правилами штата Невада, игорный налог в этом случае не применялся.

## Собственность
| Image | Property                         | Location                          | Date Opened       | Website                                                          |
| ----- | -------------------------------- | --------------------------------- | ----------------- | ---------------------------------------------------------------- |
|       | The Venetian Resort-Hotel-Casino | Las Vegas Strip, Paradise, Nevada | May 3, 1999       | venetian.com                                                     |
|       | Sands Expo and Convention Center | Paradise, Nevada                  | 1990              | sandsexpo.com                                                    |
|       | Sands Macao                      | Macau, China                      | May 18, 2004      | sands.com.mo                                                     |
|       | The Palazzo Resort-Hotel-Casino  | Las Vegas Strip, Paradise, Nevada | December 30, 2007 | palazzolasvegas.com                                              |
|       | The Venetian Macao               | Macau, China                      | August 28, 2007   | venetianmacao.com                                                |
|       | Sands Casino Resort Bethlehem    | Bethlehem, Pennsylvania           | May 22, 2009      | pasands.com Архивная копия от 7 сентября 2009 на Wayback Machine |
|       | Marina Bay Sands                 | Marina Bay, Singapore             | Early 2010        | marinabaysands.com                                               |
|       | Sands Cotai Central              | Макао, Китай                      | Апрель 2012       |                                                                  |

## Собственный парк самолётов
| Aircraft Type   | Tail Number |
| --------------- | ----------- |
| Gulfstream IV   | N588LS      |
| Gulfstream IV   | N688LS      |
| Gulfstream IV   | N988LS      |
| Gulfstream V    | N383LS      |
| Boeing 737-300  | N789LS      |
| Boeing 767-300  | N804MS      |
| Lockheed L-1011 | N388LS      |
| Boeing 747SP    | VP-BLK      |
| Boeing 747SP    | VQ-BMS      |
| Airbus A340     | VP-BMS      |